# RCアイア・クタイシ
RCアイア・クタイシ（グルジア語: სარაგბო კლუბი აია ქუთაისი、グルジア語ラテン翻字: Saragbo Klub Aia Kutaisi）は、ジョージアのクタイシを本拠地とするラグビーユニオンのクラブチームである。

## 概要
クラブ名の「アイア」は、街の古代の名称を由来とする。一部の非ジョージア系メディアではアクロニムと報じたが、それは誤りである。
ソビエト連邦時代、アイア・クタイシは強豪クラブの1つであった。アイア・クタイシは1987年から1989年まで、ソビエト連邦の全国リーグを3年連続で制覇した。ソビエト連邦の崩壊後、アイア・クタイシはジョージア国内での強豪クラブとして、ジョージアの最上位リーグに残り続けた。アイア・クタイシはソビエト連邦時代を含めて、ジョージア国内の最上位リーグで通算10回優勝した。

## スタジアム
2015年に本拠地であるアイア・アレナが建設された。この球技場は敷地面積が9ヘクタールあり、ピッチ4面を備えている。

## タイトル
- USSR選手権
  - 優勝（3回） - 1987年、1988年、1989年
  - 準優勝（1回） - 1984年
  - 3位（1回） - 1985年
- USSRカップ
  - 優勝（2回） - 1987年、1990年
- ジョージア選手権
  - 優勝（10回） - 1969年、1978年、1982年、1982–83年、1983–84年、1984–85年、1985年、1990年、1991年、1995年
  - 準優勝（4回） - 1988年、1992年、1997年、2011年
  - 3位（7回） - 1973年、1974年、1975年、1976年、1977年、1993年、2012–13年

## スコッド
2019-20シーズンのスコッド（2020年3月現在）
| プロップ - Nodar Mekerishvili - Iura Kenchadze - Murman Jijavadze - Revaz Tsiklauri - Petre Jincharadze フッカー - Saba Eremeishvili - Giorgi Toradze - Lasha Shalikashvili ロック - ギオルギ・ネムサゼ - Gela Shalamberidze - ミハイル・バブナシヴィリ - Giga Julukhadze - Giorgi Lekveishvili | フランカー/No.8 - Shota Areshidze - Lasha Gogiashvili - ギオルギ・ヌツビズ - グラム・シェンゲリア - Tornike Akubardia スクラムハーフ - Davit Kldiashvili - Zviad Ormotsadze フライハーフ - Sandro Purckhvanidze - Davit Gobejishvili - Giorgi Babunashvili | センター - Irakli Simsive - ラーシャ・ロミゼ - オータル・ザグニゼ - Tornike Managadze ウイング - Giorgi Abramidze - Beka Toradze - Teimuraz Kokhodze フルバック - ミリアン・モデバゼ |
| | | |
| 太字はキャップを持っている選手。 | | |